# 小青天司徒公
《小青天司徒公》是上海录像影视公司制作的一部动画，该动画主要讲述的是女扮男装的司徒公担任判官惩恶扬善的故事。该作受到了广电总局的好评以及推荐。

## 剧情
明朝时期，有一个女扮男装判官司徒公出任太平县县令，并与捕快们通过判案来惩恶扬善。

## 外部連結
- 豆瓣电影上《小青天司徒公》的資料 （简体中文）
- 观看地址